# Lepturges fasciculatoides
Lepturges fasciculatoides är en skalbaggsart som beskrevs av Gilmour 1962. Lepturges fasciculatoides ingår i släktet Lepturges och familjen långhorningar. Inga underarter finns listade i Catalogue of Life.